# Аргонавти

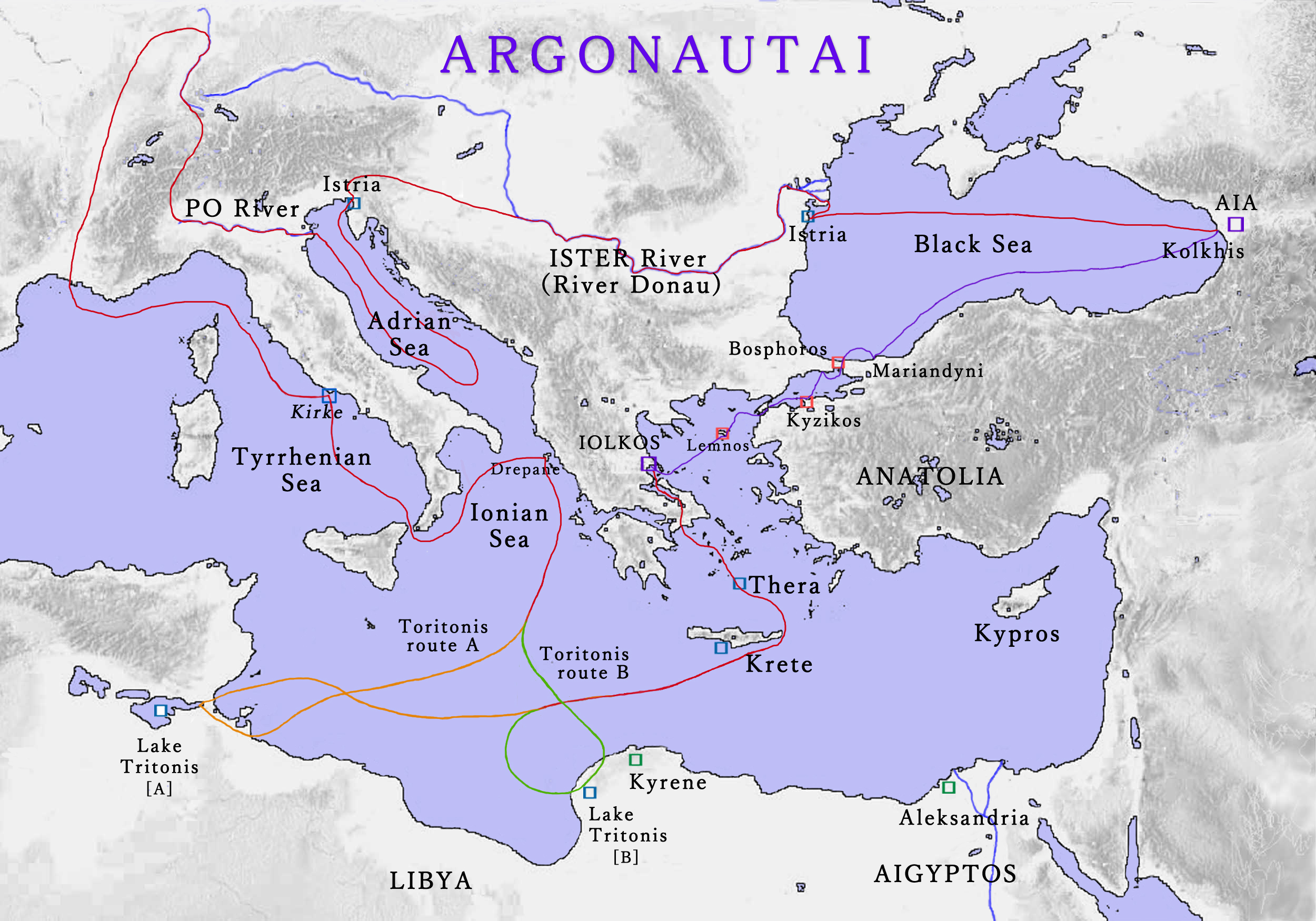
Схема подорожей аргонавтів: синя лінія — шлях з Іолка до Колхіди, червона — повернення в Іолк (з урахуванням відвіданих місць, описаних в різних авторів)

Аргона́вти (грец. Αργοναυτης — ті, що пливуть на «Арго») — герої давньогрецької міфології, які на чолі з Ясоном першими з греків здійснили далекий морський похід у Колхіду (нині — чорноморське узбережжя Грузії) на кораблі «Арго» по Золоте руно.
Вважається, що у цих міфах відображена історія ранньої грецької колонізації (VIII—VI ст.ст. до н. е.). Міфи про аргонавтів постали у догомерівську добу; їх згадували у своїх творах античні поети, зокрема Аполлоній Родоський у поемі «Аргонавтика», проте найраніший опис пригод славетних мореплавців міститься в одній з од Піндара. Іноді їх ще називали мінійцями (minyans), на честь доісторичного племені в цьому районі.

## У міфології

### Походження
Син Посейдона Пелій відібрав трон Іолка у свого зведеного брата і законного спадкоємця Есона. Оракул провістив Пелію, що той загине від руки нащадка Еола, отож цар винищив усіх таких, крім Есона, щоб змусити його відмовитися від спадщини на свою користь.
Есон мав дружину Полімелу та сина Діомеда. Боячись за дитину, Полімела вдала, ніби син народився мертвим, а сама потайки віддала Діомеда на виховання кентавру Хірону на горі Пеліон. Хлопчик виріс і був перейменований Ясоном.

### Завдання Пелія
Оскільки Пелій відмовився принести жертву богині Гері, вона задумала покарати царя.   Для цієї справи богиня вирішила випробувати юного Ясона. Вона набула вигляду старої, котра просила перехожих перенести її через ріку. Тільки Ясон допоміг їй, при цьому загубивши у воді сандалій. Оракул дав Пелію нове попередження — остерігатися людини, взутої на одну ногу. Побачивши юнака під час здійснення жертвопринесень Посейдону, Пелій запитав хто він і той назвався сином Есона, раніше відомими як Діомед. На питання що б той зробив, якби зустрів людину, якої оракул застеріг уникати, Гера відповіла через Ясона — відправив би добувати Золоте руно. На жертвопринесення зібралися також і родичі Есона, тож Ясон сміливо став вимагати повернути трон. Побоявшись законного суду, Пелій погодився віддати царство, але тільки якщо той виконає завдання, яке старому Пелію вже не під силу.
Пелія переслідувала тінь Фрікса, який втік від принесення в жертву зі священним бараном до Колхіди. Його не було як слід поховано, тому Іолк було проклято не знати процвітання, допоки тінь Фрікса не повернеться на батьківщину разом із Золотим руном священного барана.
Ясон розіслав у всі куточки Греції посланців, щоб знайти тих, хто вирушить із ним на пошуки руна. Для плавання було побудовано корабель «Арго», на ніс якого сама Гера поставила шматок дерева зі священного гаю Зевса. Ясон зібрав 50 сміливців, список яких різниться в різних джерелах. Серед них були герой Геракл і видатний співець Орфей.

### Лемноські жінки
За рік до цих подій на жителів Лемноса було наслано прокляття. Жінки лемносців стали смердіти, від чого чоловіки покинули їх та стали жити з фракіянками. Обурені жінки повбивали всіх чоловіків, після чого прокляття щезло. Коли аргонавти приплили на Лемнос, цариця острова Гіпсіпіла з почестями прийняла мандрівників. Вона, за порадою своєї колишньої няньки Поліксо, наказала всім жінкам зачати дітей від аргонавтів, аби відновити свій народ.
Гіпсіпіла обманула про те, що сталося з чоловіками, вигадавши наче їх було прогнано за погане ставлення до дружин. Аргонавти довго гостювали на Лемносі, зачавши багатьох видатних героїв. Геракл нагадав їм, що слід розшукувати Золоте руно і ті врешті відплили.

### Цар Кізік
Аргонавти дісталися до Мармурового моря, де причалили до Арктіона, де правив цар Кізік. Він прийняв мандрівників з частуванням, але несподівано шестирукі велетні стали завалювати вихід із гавані, аби аргонавти не могли відплисти. Герої зуміли відбити напад, після чого взяли курс на Босфор. За іншою версією аргонавти потрапили на весілля Кізіка і Кліти.
У морі «Арго» потрапив у шторм і корабель прибило назад до берегів Арктіона. Кізік, прийнявши в темряві аргонавтів за піратів, послав на них військо, яке було розбите, а сам Кізік ненавмисно убитий. Аргонавти поховали царя, а один з них, Мопс, котрий знав мову птахів, почув від зимородка, що героїв було таким чином покарано богинею Реєю за вбивство її велетнів. Аргонавти спорудили ідол Реї, вшанували її ритуальними танцями і богиня послала добру погоду, за якої «Арго» міг поплисти далі.

### Зникнення Гіласа
Геракл запропонував позмагатися в греблі та виграв, але зламав своє весло. «Арго» саме опинився біля Мізії, тож Геракл зі своїм зброєносцем Гіласом вирушив на пошуки дерева, щоб виготовити нове весло. Гілас, пішовши за водою, зупинився біля джерела, де його затягнули під воду німфи. Дріопа закохалася в юного Гіласа і вмовила його лишитися з нею в підводному гроті. Геракл і аргонавт Поліфем безуспішно шукали зброєносця.
Ясон же вирішив покинути Геракла з Поліфемом на острові, але інших аргонавтів це обурило. Проте перед кораблем виринув морський бог Главк і оголосив, що Гераклу судилося не бути з аргонавтами, але здійснити інші подвиги. Поліфем же мав заснувати на Мізії місто Кіос. Однак є також перекази, що Геракл доплив до самої Колхіди і очолював мореплавців на шляху додому.

### Допомога Фінею
Аргонавти доплили до Салмідеса, де правив сліпий Фіней. Боги позбавили його зору за те, що він точно віщував майбутнє. На додачу його мучили гарпії, що не давали наблизитися до жодної їжі, а ту, яку Фіней таки діставав, поганили, роблячи гидкою. Ясон звернувся до Фінея за допомогою, та він попросив спершу позбавити його від гарпій. Аргонавти Калаїд і Зет, що були синами бога північного вітру Борея, накинулися на гарпій з мечами і прогнали їх. Послана Герою Ірида пообіцяла, що гарпії більше не повернуться. Вдячний Фіней повідав як доплисти до Босфору, коли буде попутний вітер і які народи зустрінуться аргонавтам. Також він порадив довіритися Афродіті в Колхіді. Говорили також, що Фінея боги осліпили саме за те, що він відкрив майбутнє аргонавтам.

### Скелі Босфору
Фіней застеріг мореплавців про скелі Босфору, звані Сімплегадами, Планктами або Кіанеями, які завжди огорнені туманами і стискаються, трощачи кораблі. Ясон випустив спершу голуба, скелі зімкнулися, видерши кілька пір'їн з хвоста, але голуб вцілів та повернувся до Ясона. Той розрахував як швидко слід гребсти і «Арго» проплив між скелями, втративши лише кілька дощок.
Вітоді Сімплегади навіки застигли і кораблі могли безпечно між ними пропливати. Дорогою кілька аргонавтів загинули і Ясон набрав їм заміну в Сінопі. «Арго» відвідав чимало дивовожних країн, поки не досягнув острова Аресанад.

### Птахи Аресанаду
Біля острова Аресанад на аргонавтів напали птахи з бронзовим пір'ям, що скидали його, як стріли. Завдяки пророцтву Фінея герої заздалегідь одягнули обладунки та прогнали птахів, б'ючи в щити. Аргонавти висадилися на острові, куди вночі прибило вцілілих у бурі моряків. В подяку за порятунок вони приєдналися до аргонавтів.

### Викрадення Золотого руна

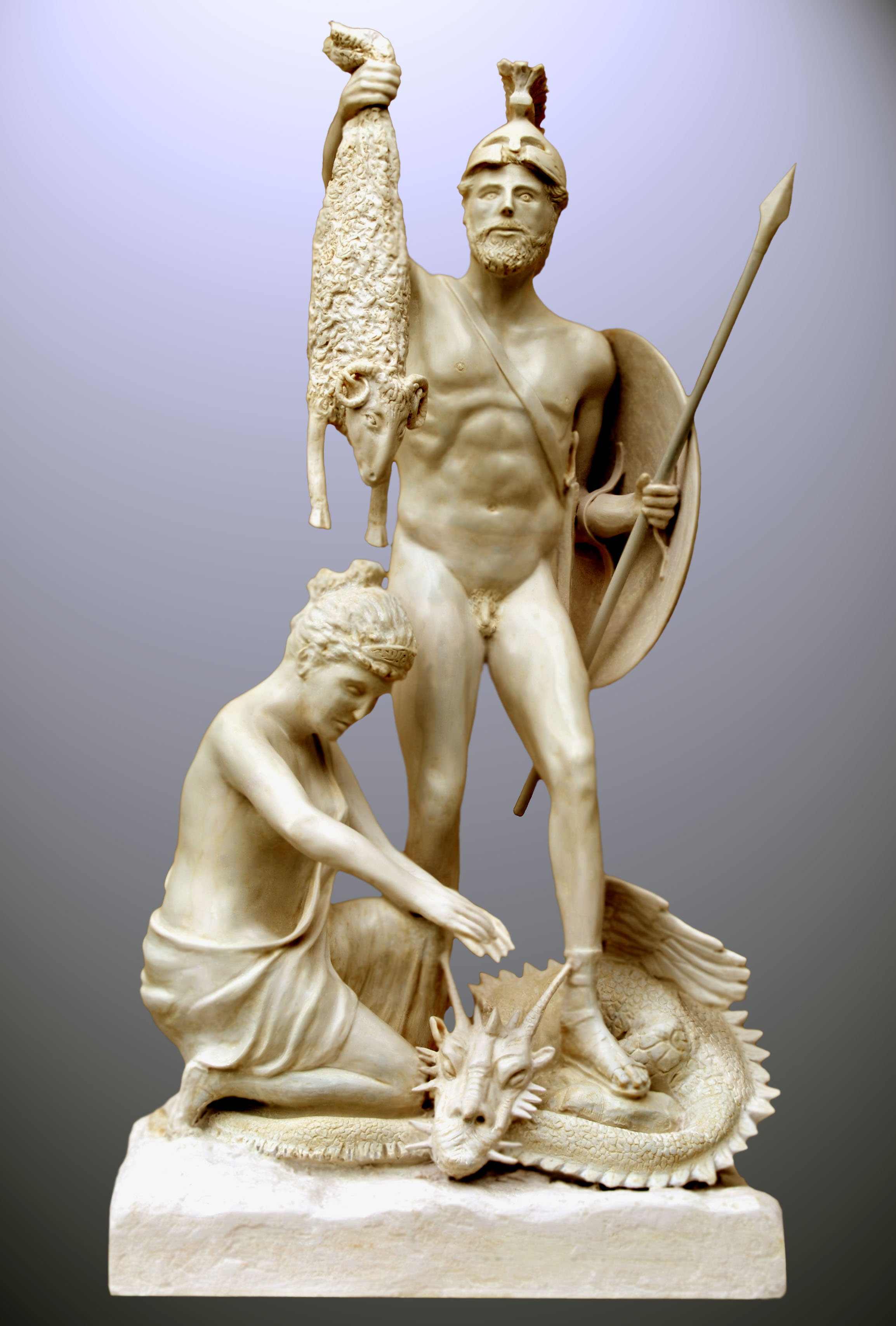
Ясон і Медея добувають Золоте руно, сучасна скульптура

Гера і Афіна домовилися допомогти Ясону в добутті Золотого руна. Вони звернулися до Афродіти, яка підкупила свого сина Ероса, щоб він вразив царицю Колхіди чарівною стрілою і цариця закохалася в Ясона.
Тим часом Ясон скликав раду, на якій аргонавти вирішили попросити руно в правителя міста Еея. Якщо ж він відмовить — добути його силою чи хитрощами. В Еї, де правив цар Еет, аргонавти зустріли дочку Еета Халкіопу, дітей якої вони врятували під час своїх подорожей. На відміну від неї Еет, дізнавшись навіщо ті прибули, сказав забиратися з Колхіди, інакше він жорстоко розправиться з аргонавтами. Але побачивши пошану Ясона до його дочки Медеї, цар погодився, але за умови, яку вважав непосильною для виконання — запрягти двох мідних биків, створених богом Гефестом, зорати ними поле і засіяти зубами дракона.
Медея, закохавшись в Ясона, вирішила допомогти йому. Вона дала Ясону зілля із крові титана Прометея, обмившись яким герой став невразливим. Він приборкав мідних биків, зумів запрягти їх і засіяти поле драконовими зубами. Однак із зубів виросло військо, яке Ясон переміг, кинувши в його ряди камінь. Воїни стали битися між собою, поки не повбивали одні одних, а вцілілих Ясон добив своїм мечем.
Еет відмовився віддавати Золоте руно, та Медея сама показала священний гай, де воно і лежало під охороною дракона, народженого з крові Тифона. Медея наслала на дракона сон чарівним зіллям, а Ясон викрав руно.
Після цього аргонавти чимдуж побігли на «Арго» разом з Медеєю. Воїни Еета, послані навздогін, поранили кількох героїв, але корабель вже відплив, а поранених Медея зцілила зіллями.

### Вбивство Апсірта
За деякими згадками, Медея, щоб затримати батька, убила свого брата Апсірта і розрубала його тіло. Поки Еет виловлював його останки, аргонавти вже відплили досить далеко і той не зміг їх наздогнати. За іншими переказами Апсірт сам вирушив навздогін і був убитий аргонавтами.
Даний Герою шматок священного дерева після цього заговорив, повідомивши, що аргонавти вчинили злочин. Аби очистися від убивства Апсірта Ясон і Медея зійшли на острів, де жила тітка Медеї, котра здійснила над ними очисний обряд.

### Повернення до Греції
Посланці Еета прибули до царя Алкіноя і цариці Арети з вимогою звернутися до Ясона про повернення Медеї. Алкіной виніс рішення: якщо Медея все ще незаймана, вона мусить повернутися в Колхіду; якщо ні — лишитися з Ясоном. Арета ж попередила, що Еет жорстоко розправиться з дочкою, якщо вона повернеться. Ясон зіграв весілля і посланці мусили повернутися в Колхіду ні з чим. Побоявшись розгнівати свого царя, вони осіли в різних землях.
Дорогою «Арго» пропливав повз місце життя сирен, які зачаровували моряків співом та вбивали їх. Орфей, загравши на лірі, пересилив їхній спів і аргонавти безпечно доплили до Сицилії.
Проте скоро біля Лівії величезна хвиля викинула «Арго» далеко від берега на сушу, перенісши через скелі. Аргонавти опинилися в пустелі, по якій Ясон тягнув корабель, поки не дістався до води. Там само аргонавтів врятувало джерело, що його пробив Геракл, коли ходив за золотими яблуками Гесперід. Ясон просив допомоги в бога Тритона, котрому пожертвував триніжник, який і показав шлях. Також Тритон провістив, що якщо нащадки аргонавтів заберуть триніжник, в цих місцях виникне сто грецьких міст. Однак триніжник викрали місцеві дикуни та закопали його в пісок і пророцтво не збулося.
Згодом аргонавти вийшли до моря та попливли на острів Крит. Його охороняв мідний велетень Талос, створений Гефестом, який кидав у всіх, хто наближався до острова, каміння. Медея приспала Талоса і витягнула з його тіла цвях, крізь який витекла вся кров і велетень сконав. Врешті аргонавти дісталися до Іолка.

### Помста Пелію
До того часу багато хто думав, що аргонавтів вже немає серед живих. Цар Пелій вбив батьків Ясона і його малого брата Промаха. Медея вирушила в Іолк щоб дізнатися чи живий іще Пелій, прикинувшись старою.
Медея зустріла Пелія живим та задумала помститися йому за вбивство батьків Ясона. Вона одурила царя, сказавши, що за його благочестя богиня Артеміда поверне Пелію молодість. Як доказ вона розрубала барана, зварила його і полила зіллям. Непомітно випустивши заздалегідь приготоване ягня, вона переконала царя у своїй правдивості. Пелій сам наказав своїм дочкам так само розрубати його тіло і зварити останки. Давши знак, що цар мертвий, Медея продовжила дійство, тоді як аргонавти атакували Іолк, не зустрічаючи спротиву. Але Ясон відмовився від трону Іолка, вирішивши жити деінде (або був прогнаний сином Пелія Акастом). За іншим переказом Медея дійсно могла повернути молодість, але умисне прочитала неправильні закляття і Пелій помер, стікши кров'ю.

### Правління і смерть Ясона
Цар Коринф скоро помер, не лишивши нащадків, тому Медея як дочка Еета стала претендувати на його трон. Жителі держави Коринфа погодилися, щоб Ясон правив ними як чоловік Медеї. Він щасливо жив із Медеєю десять років, але потім став підозрювати, що Медея отруїла Коринфа. Тому він замислив покинути дружину і одружитися вдруге на дочці Креонта Главці.
Медея помстилася, підіславши суперниці на весілля зачаклований пеплос. Щойно Главка одягнула подарунок, як її охопило полум'я, що перекинулося на всіх довкола. Врятувався лише Ясон, вистрибнувши з вікна.
Зевс, захоплений цим, пообіцяв Медеї взяти її за дружину, але та відкинула залицяння. За це дружина Зевса Гера винагородила Медею — її діти після смерті отримають вічне життя. Медея заживо спалила дітей та втекла на колісниці, запряженій зміями. Вона сховалася в Геракла, де лікувала його, а потім вийшла заміж за царя Егея. Звідти її було вигнано за спробу отруїти Тесея і Медея вийшла за невідомого царя в Азії.
Ясон наклав на себе руки, або, за іншим варіантом, дожив до старості та загинув, коли прийшов до покинутого Арго, уламки якого обвалилися, вбивши старого.

## Перелік аргонавтів
У різних записах наводяться відмінні одні від одних переліки аргонавтів, але за найавторитетнішими джерелами (Аполлодор і Псевдо-Аполлодор, Піндар, Аполлоній Родоський, Діодор Сицилійський, Гай Валерій Флакк, Овідій, Гай Юлій Гігін, Стефан Візантійський, Orphic Argonautica, Роберт Ґрейвс, Джон Лемпрієр тощо) в їхнє число входили:
1. Авгій — син царя Форбанта з Еліди;
2. Адмет — син царя міста Фери;
3. Акаст — син царя Пелія;
4. Актор — син фокідця Діона;
5. Амфіарай — віщун із Аргоса;
6. Амфіон (Amphion[en]) — син Комета, брат Астерія;
7. Анкей Великий з Тегеї — лелег із острова Самос, другий за силою у поході після Геракла;
8. Анкей Малий — син бога Посейдона;
9. Аргос — феспієць, будівничий корабля «Арго»;
10. Аскалаф з Орхомена (Ascalaphus[en]) — син бога Ареса;
11. Асклепій — бог медицини, який, за деякими джерелами, був серед аргонавтів;
12. Астерій — син Комета із земель Пелопа;
13. Аталанта з Калідона — дівчина-мисливець;
14. Бут з Афін — бортник;
15. Геракл — найсильніша людина, герой, який по смерті став богом;
16. Гіл / Гілас — дріоп, зброєносець Геракла;
17. Девкаліон — з Криту, син Міноса;
18. Евріал — син Мекістея, один з епігонів;
19. Еврідам — син Ктімена і Демонасси;
20. Евфем з Тенара — плавець;
21. Ергін з Мілета;
22. Ефалід — син Гермеса й Евполемеї, вісник аргонавтів;
23. Ехіон — син Гермеса, кликун;
24. Зет — бореад, крилатий син бога Борея;
25. Іалмен — брат Аскалафа з Орхомена, син бога Ареса;
26. Ід — син Афарея з Мессени;
27. Ідмон — аргів'янин, син бога Аполлона;
28. Іфікл — фессалійський володар;
29. Іфіт — брат царя Еврістея з Мікен;
30. Калаїд — бореад, брат Зета, син Борея;
31. Кант (Canthus[en]) — евбеєць;
32. Кастор — спартанський борець, один з Діоскурів;
33. Кеней — лапіт, велетень, який за своїм бажанням обернувся з жінки на чоловіка;
34. Кефей — син Алея Аркадського;
35. Клімен (Clymenus[en]) — брат Іфікла. Ймовірно, був сином Філака і Клімени і, отже, братом Алкімеди, матері Ясона;
36. Корон — цар лапітів з Гіртона, що у Фессалії;
37. Лаерт — син аргів'янина Акрисія;
38. Лінкей — вартовий, відомий надзвичайно гострим зором, брат Іда;
39. Мелампод — син Аміфаона, дядька Ясона;
40. Мелеагр — син калідонського царя Ойнея та Алтеї;
41. Менетій — син Егіни, батько Патрокла;
42. Мопс — фессалієць, син Ампіка й німфи Хлоріди, славетний віщун аргонавтів;
43. Науплій (Nauplius[en]) — аргів'янин, син Посейдона, відомий мореплавець;
44. Оїлей з Локріди — батько Аякса Малого;
45. Орфей — фракійський співець;
46. Палемон або Палемоній — ймовірно син бога Гефеста, каледоніанець або етолієць;
47. Пеант — син магнесійця Тавмака;
48. Пелей — мирмидонянин;
49. Пенелей — син Гіппалкіма, беотієць;
50. Періклемен з Пілоса — син Нелея. Періклемена  Посейдон обдарував силою і даром перевтілюватися у різні постаті;
51. Полідевк — спартанський кулачний боєць, один із Діоскурів;
52. Поліфем — син Елата, царя лапитів;
53. Стафіл — син Діоніса і Аріадни;
54. Талай — аргоський цар, батько Адраста;
55. Теламон — син Еака й Ендеїди, брат Пелея;
56. Тесей — син Посейдона, переможець Мінотавра;
57. Тіфій — стерновий з беотійських Сиф;
58. Фалер — афінський лучник;
59. Фан (Phanus[en]) — критянин, син бога Діоніса[34];
60. Філоктет — син Пеанта й Демонасси;
61. Ясон — очільник аргонавтів.

## Історичні основи міфів про аргонавтів
Спираючись на відомості про реальну Троянську війну (XIII ст. до н. е.), в якій, згідно з міфами, брало участь наступне після аргонавтів покоління, встановлено, що аргонавти і їхні сучасники жили наприкінці XIV — першій третині XIII ст. до н. е.
Багато дослідників вбачає в поході аргонавтів опис історії колонізації узбережжя Середземного моря. Під Золотим руном міг розумітися засіб добування золотого піску з води — шкура барана, якою виловлювали крупинки дорогоцінного металу. Таке руно також слугувало символом влади і достатку.
На думку радянської і російської дослідниці античності Олени Федорової, в міфах про аргонавтів відображено похід греків за цілющими рослинами, які не росли у Греції, зокрема омелою, якою і постає Золоте руно. Медеєю описана жриця, котра знала як слід зберігати і використовувати ці рослини.

## Аргонавти в мистецтві

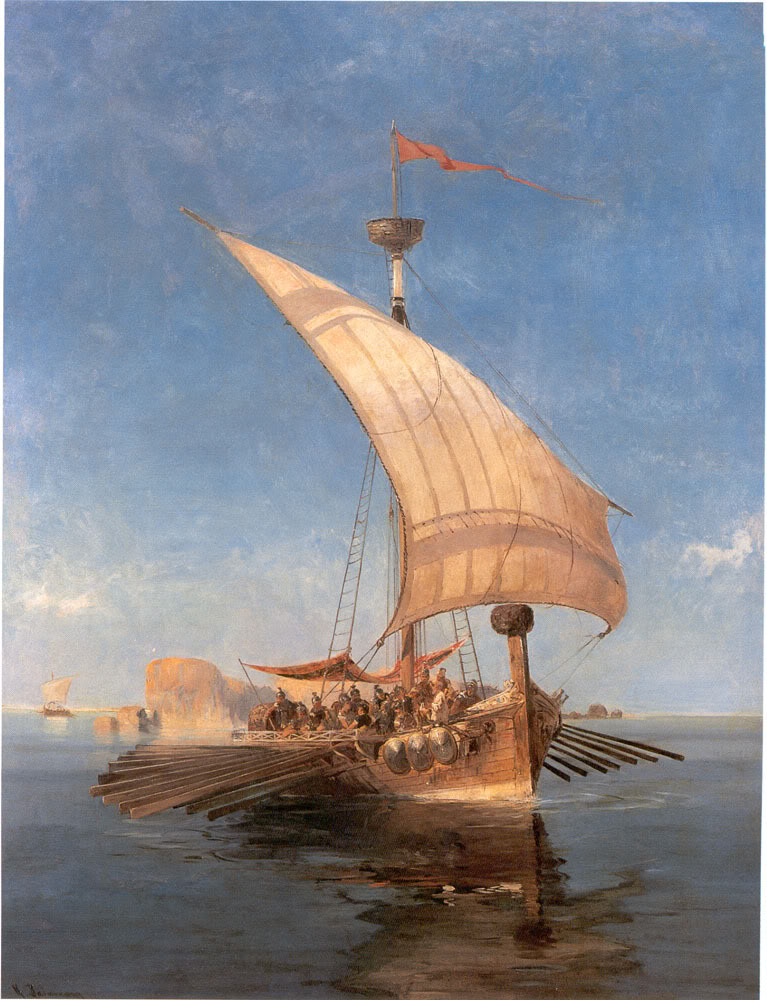
Арго. Картина Константиноса Воланакіса, XIX ст.

Найповніше подорож аргонавтів описана у Аполлонія Родоського в його поемі «Аргонавтика». Міф про аргонавтів надихнув Евріпіда на створення трагедії «Медея». У давньогрецькому образотворчому мистецтві Ясона та його команду зображали на кераміці, зокрема у вазописі, на барельєфах.
Подорож аргонавтів зображали на картинах Вільям Рассел Флінт, Лоренцо Коста, Джон Вотерхаус, Ентоні Фредерік Огастос Сендіс, Евелін де Морган, Сальватор Роза, Бартел Торвардсен та інші.
Метафорично аргонавтами називають сміливих мандрівників, першовідкривачів. Золоте руно стало символом досягнення неможливого. В алхімії пошуки філософського каменя і порівнювалися з пошуками золотого руна, а саме руно символізувало шукане.